# Castèthnau d'Eusan
Castèthnau d'Eusan (en francès Castelnau-d'Auzan) és un municipi francès situat al departament del Gers i a la regió d'Occitània.

## Geografia

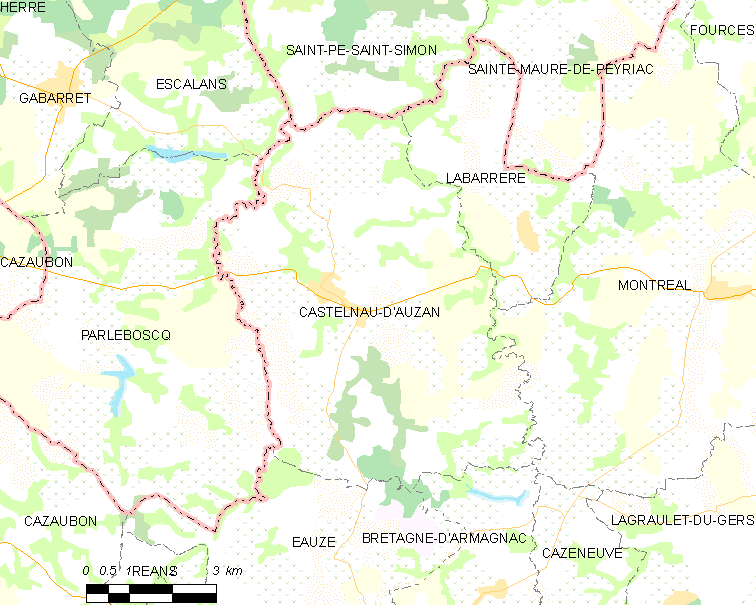
Mapa de la comuna de Castèthnau d'Eusan

## Administració
| Període   | Identitat        | Partit |
| --------- | ---------------- | ------ |
| 1959-1970 | Jean Desangles   |        |
| 1970-1977 | Daniel Broca     |        |
| 1977-2001 | Georges Lalanne  |        |
| 2001-     | Philippe Beyries | CPNT   |

## Demografia
| 1962                                       | 1968  | 1975  | 1982  | 1990  | 1999  | 2006  |
| ------------------------------------------ | ----- | ----- | ----- | ----- | ----- | ----- |
| 1.295                                      | 1.291 | 1.207 | 1.109 | 1.062 | 1.036 | 1.101 |
| Des de 1962: població sense dobles comptes |       |       |       |       |       |       |